# Волпара
Волпа̀ра (на италиански: Volpara, на местен диалект: Vulpera, Вулпера) е село и община в Северна Италия, провинция Павия, регион Ломбардия. Разположено е на 357 m надморска височина. Населението на общината е 129 души (към 2010 г.).